# Sitapas
Sitapas est une localité du Cameroun située dans la commune de Moutourwa, le département du Mayo-Kani et la Région de l'Extrême-Nord, au pied des monts Mandara, à proximité de la frontière avec le Tchad.

## Localisation
Sitapas est localisé à 10° 15′ 26″ N, 14° 04′ 30″ E.